# 예수의 변모

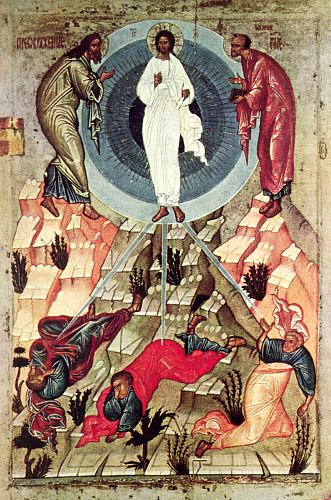
주의 변모를 묘사한 이콘

예수의 변모는 예수가 베드로와 사도 요한, 야고보 앞에서 자기의 모습을 바꾼 사건을 가리킨다.

## 성서 속의 예수의 변모
루가의 복음서에 의하면 예수는 베드로와 사도 요한과 야고보를 데리고 기도하러 변화산으로 올라갔는데, 그 모습이 변하고 옷이 눈부시게 빛났다고 한다. 그리고 모세와 엘리야와 함께 자신의 죽음에 대해서 이야기했으며, 하늘에서 "이는 내 아들, 내가 택한 아들이니 그의 말을 들어라!" 하는 소리가 들려왔다.

## 주님의 거룩한 변모 축일
주의 변모주일은 기독교 전승에서 예수의 변모사건(마태복음17:1-9,루가 9:28-36)을 기념하는 교회력 절기이다. 교회에서는 교회력에 따라, 8월 6일을 주님의 거룩한 변모 축일로 지킨다.

## 같이 보기
- 예수의 연대학